# Contea autonoma li di Baisha
La contea autonoma li di Baisha (白沙县S, Báishā Lízú ZìzhìxiànP) è una contea della Cina, situata nella provincia di Hainan].